# Déduction de colonie
Déduction de colonie (de l'expression latine deducere coloniam) est un terme qui, dans la Rome des premiers siècles, définit l'installation d'une communauté de citoyens romains sur des terres issues d'une conquête et de la confiscation des biens des vaincus.

## Acceptions du terme
Dans le contexte de l'histoire romaine, le terme de déduction (deductio en latin) caractérise la fondation d'une colonie romaine et l'envoi de colons dans la région conquise. Dans un article consacré aux paradigmes de la scientificité chez Kant, Fabien Capeillères aborde justement ce sujet particulier en illustration, et montre dans son analyse que l'expression est susceptible d'une double lecture. Le mot peut ainsi s'expliquer par son sens le plus classique : 
« Déduire une colonie » s'entend tout d'abord au sens de « déduire dans une colonie », soit la soustraction de population romaine vers un autre sol ; on a donc ici affaire à l'acception arithmétique de « déduction ».

Mais le mot peut aussi recouvrir une signification plus complexe : 
Cependant l'expression deducere coloniam signifie surtout la procédure légale d'établissement d'une colonie comme territoire spécifique, et cela par une lex coloniae (...). Dès lors on comprend bien le sens de cette référence au droit : la déduction de la validité objective d'un concept n'est rien d'autre que la justification de sa juridiction sur un territoire donné.

## Histoire
D'un point de vue chronologique, le concept de colonie a successivement recouvert trois pratiques différentes dans l'histoire romaine.

### Les colonies latines
Au cours de la période de la conquête de l'Italie (IVe et IIIe siècles av. J.-C.), Rome va fonder de nombreuses colonies latines à des endroits stratégiques pour elle. Les citoyens d'origine, qui ne sont pas des citoyens romains, y gagnent un certain nombre de droits, et la colonie conserve une grande indépendance par rapport à Rome.

### Les colonies romaines
Avec l'établissement de garnisons militaires dans les villes conquises apparait la notion de déduction de colonie.
En théorie, lorsque Rome conquiert un royaume ou une cité, elle lui confisque environ 50 à 60 % de ses terres qui deviennent de l’ager publicus (littéralement, un champ qui appartient collectivement au peuple romain), offrant ainsi des revenus réguliers à l'État et permettant par ailleurs également l'implantation de colonies.
Au IIe siècle av. J.-C. de nouvelles colonies se développent en effet. Ce sont des lotissements agraires, peuplés de citoyens romains et soumis au droit romain, fondés sur des terres offertes aux plus modestes d'entre eux pour tenter de résoudre le problème de la paupérisation des petits agriculteurs.
L'engagement systématique de volontaires prolétaires et ruraux pour compléter les troupes de l'armée au cours du Ier siècle av. J.-C. banalise l'attribution de terres en cadeau au moment de leur libération.
Les créations de colonies romaines s’accélèrent lors des dernières années de la République et au début de l'Empire romain sous Jules César et Auguste, avec la démobilisation massive des légions romaines : 80 000 citoyens sont installés par Jules César dans les colonies ; les 500 000 soldats mobilisés au début du règne d’Auguste forment une masse de vétérans candidats à la colonisation. La conquête de la Bretagne et l’organisation des limes sur le Rhin et le Danube sous la dynastie des Flaviens et au début de celle des Antonins s’accompagne de la fondation de nouvelles colonies aux emplacements stratégiques.
La cité de Timgad (Thamugadi en latin), surnommée la Pompéi de l'Afrique du Nord, située dans le Nord-Est de l'Algérie et fondée en l'an 100 après J.-C. par l'empereur Trajan, est considérée comme la dernière déduction de colonie en Afrique romaine.

### Les colonies honoraires
L'empereur Hadrien, qui succède à l'empereur Trajan, s'attache à mener une politique moins expansionniste que son prédécesseur. Sous son règne, le terme de colonie évolue avec la création de colonies honoraires, qui ne désignent plus une installation de colons romains mais constituent un titre honorifique, attribué à une cité, et qui donne la citoyenneté romaine à tous ses habitants.

## Sources et références
1. 1 2 3  Fabien Capeillères, « Les paradigmes de la scientificité de la métaphysique kantienne », Kant et la science [actes du 9e Congrès international de la Société d'études kantiennes de langue française, Lyon, 8-12 septembre 2009], sous la direction de Sophie Grapotte, Mai Lequan et Margit Ruffing, Volume 1, La théorie critique et transcendantale de la connaissance, Paris, Librairie philosophique J. Vrin,‎ 2011, p. 171 (ISSN 0249-7875, lire en ligne)